# Dreams of Endless War
Dreams of Endless War es el álbum debut de la banda finlandesa de death metal melódico, Norther. Fue lanzado el 18 de julio de 2002 por Spinefarm Records. Las canciones "Victorious One" y "Endless War" son demos de Warlord, ("Warlord", de la demo, fue renombrada a "Endless War"). "Released" fue lanzado como un sencillo.

## Lista de canciones
1. "Darkest Time" − 6:10
2. "Last Breath" − 5:01
3. "Released" − 4:08
4. "Endless War" − 6:49
5. "Dream" − 4:34
6. "Victorious One" − 5:44
7. "Nothing Left" − 4:22
8. "The Last Night" − 2:18
9. "Final Countdown" (Cover Europe) – 4:22
10. "Youth Gone Wild" (Cover Skid Row Bonus Track Japonés) − 3:02

## Créditos
- Petri Lindroos - Guitarra, voces
- Kristian Ranta - Guitarra
- Tuomas Planman - Teclado
- Jukka Koskinen - Bajo
- Toni Hallio - Batería

## Información adicional
- Mezclado en octubre de 2001 en Finnvox por Mikko Karmila.
- Masterizado en octubre de 2001 en Finnvox por Mika Jussila.
- Fotos por Toni Härkönen.
- Ilustración y logo por Janne Pitkänen.